# Lovisabanan
|  | Straight track |

|  | Station on track |

| Unknown BSicon "STR+l" | Unknown BSicon "ABZglr" |

| Small non-passenger station on track |

| Small non-passenger station on track |

| Non-passenger station/depot on track |

| Non-passenger end station |

|  | Straight track |

|  | Station on track |

| Unknown BSicon "STR+l" | Unknown BSicon "ABZglr" |

| Small non-passenger station on track |

| Small non-passenger station on track |

| Non-passenger station/depot on track |

| Non-passenger end station |

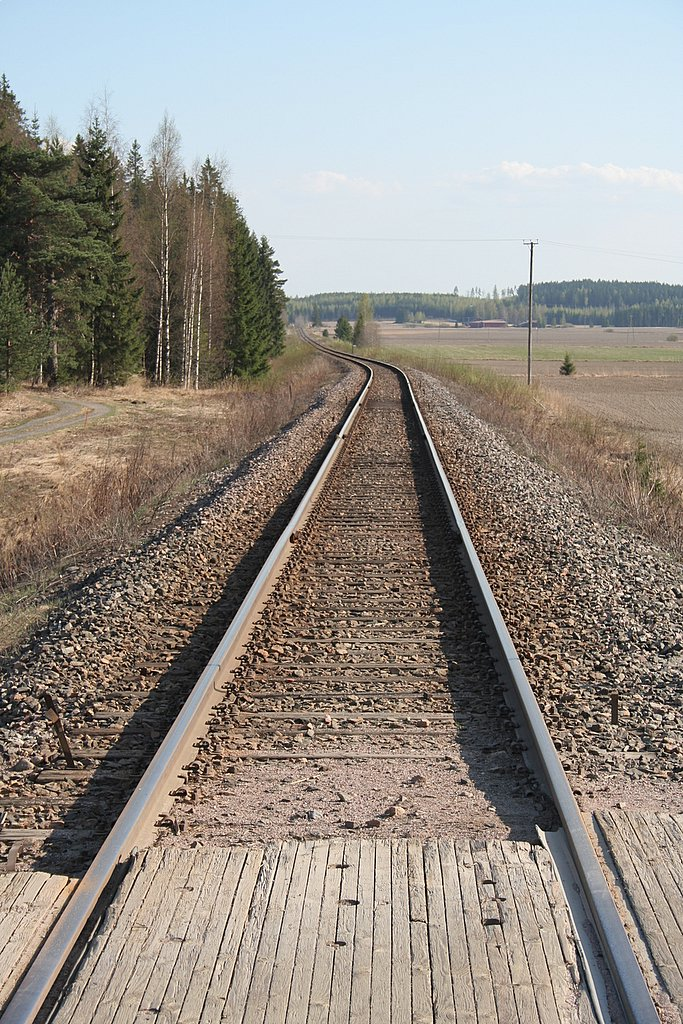
Lovisabanan

Lahtis-Lovisa-banan eller Lovisabanan är en del av det finländska järnvägsnätet. Banan är enkelspårig och sträcker sig från Lahtis till Lovisa och Valkom hamn. Bansträckningen breddades år 1960 från smalspår 750 mm till de statliga järnvägarnas bredspår 1 524 mm. Allmän trafik på den smalspåriga banan, som gick under namnet Lovisa-Vesijärvijärnvägen, inleddes 1904 och tillfällig trafik inleddes 1900.
Banan är inte elektrifierad och där finns ingen automatisk övervakning. Sedan 1981 sker endast godstransporter på bansträckan.